# قونور ألب
قونور ألپ بك أو كونور ألب (بالتركية: Konuralp Bey)‏ (ميلاد: ؟ | وفاة: 1328م)، أقرب رفقاء السلاح لأمير الحدود من قبيلة قايي الأمير عثمان غازي وابنه الأمير أورخان غازي، وقاموا بفتوحات عسكرية حول صقاريا في الأناضول باسم الإمارة العثمانية. بعد انهيار واضمحلال دولة سلاجقة الروم في العقد الأول من القرن الرابع عشر، تفككت الدولة إلى عدة إمارات أناضولية كان من بينها الإمارة العثمانية كإحدى الإمارات التي تأسست بعد التفكك، وكان قونور ألپ بك واحد من أكثر قادة الإمارة العثمانية شجاعة، فتوسعت الإمارة العثمانية وأصبحت الدولة العثمانية ثم لاحقاً الخلافة العثمانية، وامتدت قرابة 600 عام.
أمره عثمان غازي، أول سلطان للدولة العثمانية، بفتح دوزجا (بالتركية: Düzce)‏ والمناطق المحيطة بها وضمها إلى الأراضي العثمانية، ففتحها قونور ألپ بك بعد معركة ضد البيزنطيين وأصبح حاكماً لها يحكم تحت الدولة العثمانية الناشئة. وكانت دوزجا هي المقاطعة التي ينتمي إليها أكتشاكوجا (بالتركية: Akçakoca)‏.
سُمِّيَت إحدى ضواحي منطقة دوزجا باسمه، كما سُمِّيَت منطقة هندك (بالتركية: Hendek)‏ في آداپازاري (بالتركية: Adapazarı)‏ التي فتحها أيضاً، باسم قونور ألپ في فترة ما لبعض الوقت، وكان وادي «مياين تشايي» (بالتركية: Melen Çayı)‏ بالكامل يُسمى «قونور ألپ إللِّي» (بالتركية: Konuralp Eli)‏ ومعناه «يد قونور ألپ» (وفي بعض المصادر، كونراپاّ).
اليوم، أسست عشيرة قونور ألپ قريتين باسمه في منطقة «كيري قلعة كِسكين» (بالتركية: Kırıkkale Keskin)‏: قرية «قونور حاجي أوباسي» (بالتركية: Konur Hacıobası)‏ وقرية «قونور داناجي أوباسي» (بالتركية: Konur Danacıobası)‏.

## تعريف اسمه
عندما يكتب الاسم مشبوكا: قنورالب (بالتركية: Konuralp)‏ فتُعني شخصاً فخوراً وشامخاً وشجاعاً.
وعند كتابة الاسم منفصلا: قونور ألپ (بالتركية: Konur Alp)‏ فتُعني شخصًا اشقراً ذو وجنتين متوردتين باللون الأحمر، والبطل الشجاع.

## معرفتهبعثمان ابن أرطغرل
قبل أن يصبح عثمان غازي رئيساً لقبيلة قايي كان على علاقة وثيقة مع أصدقاء ورفقاء له أقام معهم صداقات قوية وحازمة، وكان دائمًا ما يخرج معهم في رحلات صيد أو غزوات صغيرة، وكان قونور ألپ من بين أولئك الأصدقاء الأقوياء ومنهم أيضاً: أكتشاكوجا وصامصا تشاوش وآيقوت ألپ وعبد الرحمن غازي.
وعندما جاء اليوم الذي أصبح فيه عثمان غازي رئيساً لقبيلة قايي وبدأ في تأسيس الدولة عام 1300م، أصبح هؤلاء الأصدقاء أكثر القادة ثقة لديه، ونفذ هؤلاء القادة الشجعان غارات وفتوحات أسست لقيام الدولة العثمانية، وكان قونور ألپ له مكانا استثنائيا بين هؤلاء المحاربين، فتذكر المصادر أن قونور ألپ كانت له مكانة كقائد موثوق به لدى عثمان غازي.

## تأسيسالدولة العثمانية
خلال سنوات تأسيس الدولة العثمانية، كان قونور ألپ من بين أكثر القادة الموثوق بهم عند السلطان العثماني الأول عثمان بك وكان سلاحه الوثيق، مثله مثل صامصا تشاوش (بالتركية: Samsa Çavuş)‏ وآيقوت ألپ (بالتركية: Aykut Alp)‏ وعبد الرحمن غازي (بالتركية: Gazi Abdurrahman)‏ أيضاً.
كان قونور ألپ قائدًا شجاعًا حقق نجاحًا كبيرًا في الحروب مع البيزنطيين جيران الدولة العثمانية الناشئة التي كانت يومها إمارة حدودية تقع على أطراف دولة سلاجقة الروم في غرب الأناضول.
استمر قونور ألپ تحت قيادة أورخان غازي بعد وفاة عثمان غازي واستمر في زيادة فتوحاته.
وبموجب أمر من أورخان غازي عندما كان والده عثمان غازي مريضاً، اتجه قونور ألپ شمالاً إلى البحر الأسود وبدأ غارات في هذا الاتجاه، ونتيجة لهذه الغارات المنهجية، غزا أحياء آداپازاري وأكيازي ومودورنو ودوزجا. وفي وقت لاحق، غزا أيدوس من خلال الانضمام إلى المحاربين القدامى، الذين انضموا إليه. 
غزا كونورالب، المعروف بأنه سيد تكتيكات الحرب، قلاع جييف وألب سويو وكاراسبوش في السنوات التالية. في وقت لاحق غزا جنبا إلى جنب مع القادة المهاجمين الآخرين أكتشاكوجا وعبد الرحمن غازي وبدأوا غارات على آكوفا ورجيوتساريا في الفترة البيزنطية. 

### الفتوحات العسكرية
تلقى قونور ألپ التعليمات من السلطان عثمان بك ومن بعده ابنه السلطان العثماني الثاني أورخان بك، بفتح دوزجا (بالتركية: Düzce)‏ وما حولها وإلحاقها بالأراضي العثمانية، فضم كل من پاموكوڤا (بالتركية: Pamukova)‏ وغايفه (بالتركية: Geyve)‏ ومودورنو (بالتركية: Mudurnu)‏ وآداپازاري (بالتركية: Adapazarı)‏ وكونراپا (بالتركية: Konrapa)‏ بالقرب من دوزجا التي تم تسميتها لاحقًا باسمه، بعد معارك ضد البيزنطيين، كما أنه غزا آيدوسو (بالتركية: Aydosu)‏ مع عبد الرحمن غازي، وكان ذلك في القرن 14 الميلادي.
أصبح الحكام العثمانيون الأوائل في دوزجا هم قونور ألپ بك وسنقر بك وصامصا بك وغندوز ألپ.

بعد أن تعلَّم قونور ألپ وطبق تكتيكات الحرب بشكل جيد للغاية وأتقنها، فتح حصون غايفه (بالتركية: Geyve)‏ وألپ سويو (بالتركية: Mudurnu)‏، وقراجيبوش (بالتركية: Karacebüş)‏ ثم بدأ غارة مع أقتشاكوجا (بالتركية: Akçakoca)‏ وعبد الرحمن غازي في أكوفا دعا ريجيو تارسيا خلال العصر البيزنطي.

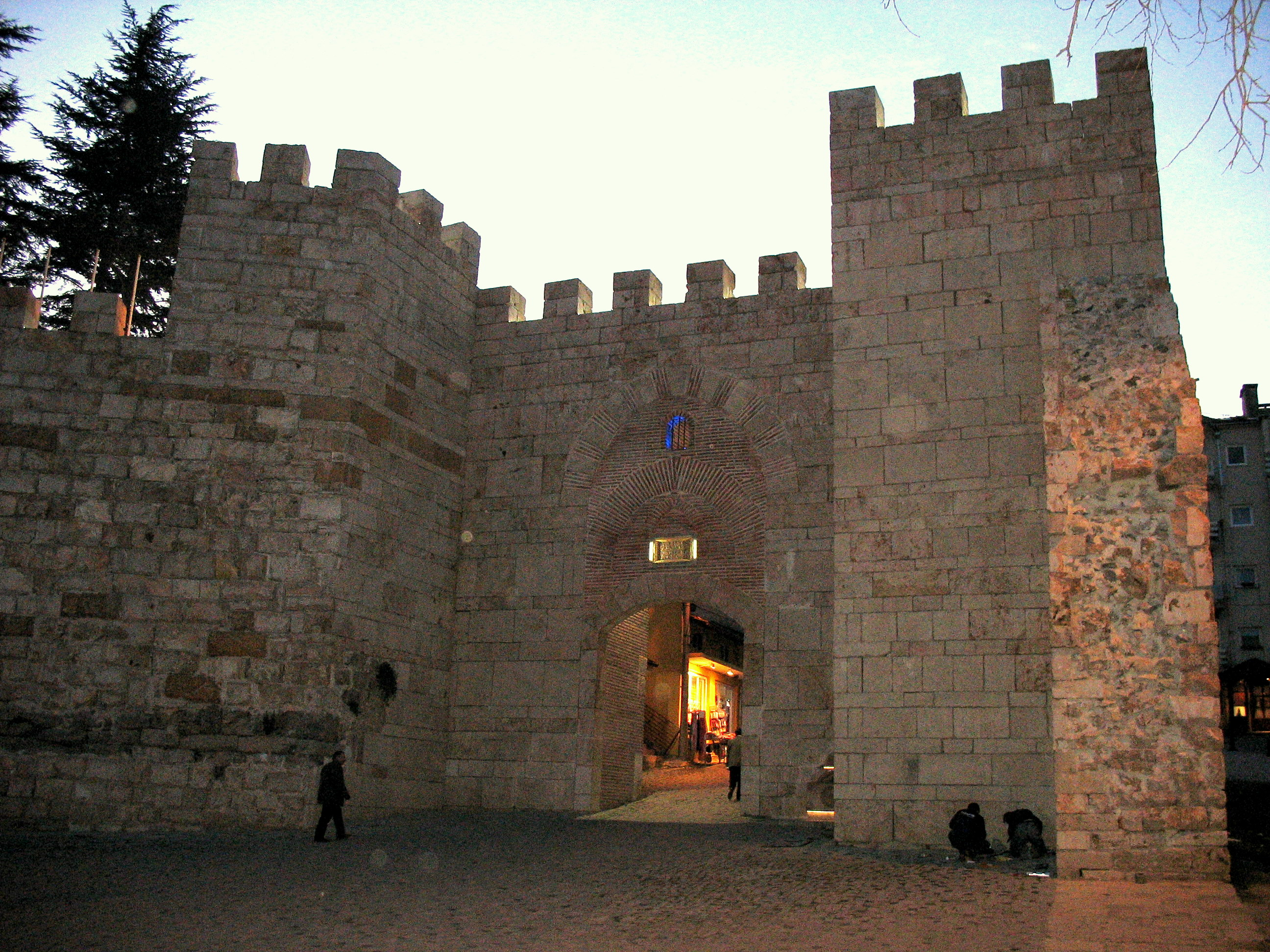
بوابة قلعة بورصة وهي تقع حاليا في قلب مدينة بورصة.
أظهر قونور ألپ بطولة كبيرة خلال فتح بورصة عام 1326م.

نظّم قونور ألپ حملة عسكرية ضد أراضي بولو (بالتركية: Bolu)‏، وبعد أن فتح دوزبازار (بالتركية: Düzbazar)‏ انتظر لمدة يومين ليحارب البيزنطيين في أوزونكا-بيل (بالتركية: Uzunca-Bel)‏ ويضرب ضربته الأخيرة.

### فتح بورصةعام 1326م
تذكر عدة مصادر أن قونور ألپ قد غزا مينغين (بالتركية: Mengen)‏ وجيريدي (بالتركية: Gerede)‏، كما أنه أظهر بطولة كبيرة خلال فتح بورصة عام 1326م، ثم توفي في نفس العام ذاته.
بعد فتحها، انتقلت عاصمة العثمانيين من مدينة سوغوت إلى مدينة بورصة لتصبح العاصمة الثانية للدولة العثمانية.

## وفاته 1328م

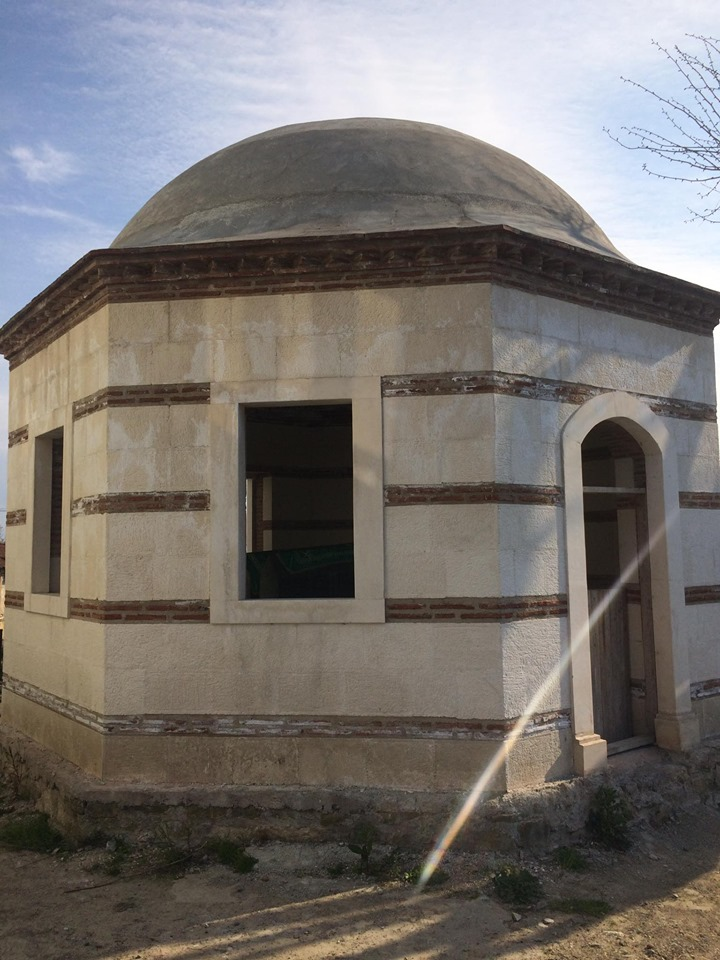
الضريح المقام على قبر قونور ألپ بمدينة دوزجا التي فتحها.

توفي قونور ألپ بك عام 1328م، في بداية عهد السلطان أورخان غازي بن عثمان الأول، ودُفن في دوزجا التي فتحها.
لا يُعرف بالضبط مكان قبره، ولكن يُقدر أنه يقع في ناحية من نواحي دوزجا.
لديه قبر فخري في مقبرة أرطغرل بمدينة سوغوت أول عاصمة للعثمانيين، كما يوجد له قبر في دوزجا وبُني عليه ضريح لحماية القبر.
بعد وفاة قونور ألپ، تم إعادة تجميع الأماكن الخاضعة لإدارته وإعطائها تحت إمرة الأمير مراد الأول الذي أصبح لاحقاً بعد وفاة أورخان غازي، أصبح ثالث سلاطين الدولة العثمانية.

## شاهد

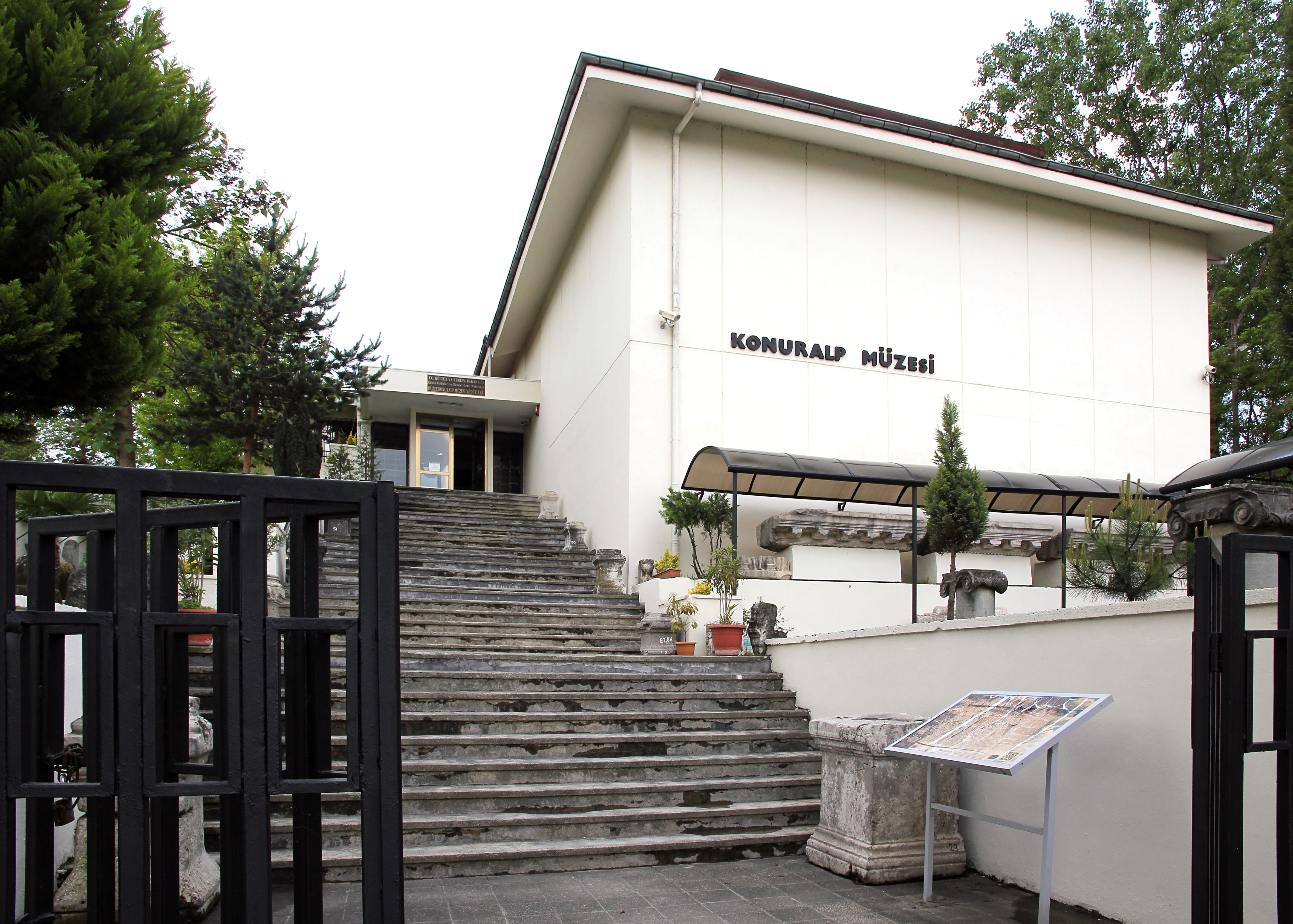
متحف قونور ألپ بمدينة دوزجا التي فتحها.

شاهد:
- قبر وضريح قونور ألپ بك في تركيا.

- افتتاح 4 تماثيل بجامعة دوزجا تمثل:

1. عثمان غازي
2. أورخان غازي
3. قونور ألپ
4. أكتشاكوجا

## متحف قونور ألپ
يوجد متحف تاريخي باسم قونور ألپ في مدينة دوزجا (بالتركية: Düzce)‏ التي فتحها.

## مدرسة قونور ألپ
توجد في مدينة أكيازي (بالتركية: Akyazı)‏ في صقاريا بتركيا أقدم مدرسة ابتدائية، وهي تحمل اسم قونور ألپ.

## في الثقافة الشعبية
في «مسلسل المؤسس عثمان» (بالتركية: Kuruluş Osman)‏ جسَّد الممثل التركي من أصول شركسية: إرين فوردم وبيرك إرسر، شخصية قونور ألپ بك.
جائت وفاة قونور ألپ بك الحقيقية في عام 1328م بعد سنتين من وفاة عثمان غازي الذي توفي عام 1326م، ورغم ذلك، وبسبب دواعي الدراما وإنتاج المسلسل، أُنهي دور قونور ألپ في المسلسل خلال فترة شباب عثمان غازي ولم تُذكر فتوحاته وفترة حكمه للأماكن التي فتحها وكانت خاضعة لإدارته تحت مظلة الإمارة العثمانية.